# Team SoloMid
Team SoloMid（简称Team SoloMid、TSM FTX或是TSM），是一支美國知名的電子競技俱樂部，於2009年9月建立，涉足《英雄聯盟》、《CSGO》、《鬥陣特攻》、《绝地求生》、《要塞英雄系列》、《爐石戰記》、《任天堂明星大亂鬥》、《虹彩六號：圍攻行動》、《Apex英雄》等電競項目。
其中TSM的《英雄聯盟》分部，是該電競項目歷史最悠久的隊伍之一，也是目前唯一一支連續七年參與英雄聯盟世界總決賽的電競隊伍，在世界各地都擁有廣大粉絲群。
2021年6月4日，TSM宣布与加密货币交易所 FTX定下价值2.1亿美元的10年冠名赞助协议，名称改为「TSM FTX」。同月，TSM FTX执行创意总监Erik Marino加入FTX担任FTX服装副总裁。
2022 年 11 月 16 日，在FTX宣布破產後，TSM 宣布放棄「FTX」品牌，並提前終止與 FTX 的協議。

## 成立沿革
TSM於2009年9月由"Reginald"（Andy Dinh）和"Dan Dinh"（Daniel Dinh）兩位北美電競選手在其社區網站「SoloMid.Net」成立，用來支持該社區網站的建設。
初名為「All or Nothing」（AoN戰隊），成員有Saintvicious、Reginald、Chaox、TheOddOne 和 Locodoco 等人。2011 年更名為「Team SoloMid」後，至今多位元老選手都已離隊、退役或轉任教練及其他幕後工作。

## 《英雄聯盟》分部歷年表現

#### 2011賽季（S1）
| 上路         | 打野      | 中路     | ADC   | 輔助     |
| ------------ | --------- | -------- | ----- | -------- |
| TheRainman   | TheOddOne | Reginald | Chaox | Xpecial  |
| Saintvicious | TheOddOne | Reginald | Chaox | Locodoco |

TSM從2011年開始參與英雄聯盟相關的賽事，TSM最初的陣容由Saintvicious，Reginald，Chaox，TheOddOne和Locodoco組成，隨後又增加了TheRainMan與Xpecial兩名選手，組成了他們參加2011年6月份英雄聯盟S1全球總決賽的陣容；在淘汰賽階段，TSM被來自法國的AAA戰隊以2-1擊敗，收穫季軍。 

#### 2012賽季（S2）
| 上路  | 打野      | 中路     | ADC   | 輔助    |
| ----- | --------- | -------- | ----- | ------- |
| Dyrus | TheOddOne | Reginald | Chaox | Xpecial |

S2開始之後，TheRainMan退役，上路由Dyrus頂替；此後，TSM開始更加頻繁的參與各項相關的賽事，他們連續獲得了IPL4、IPL Face Off與MLG普羅維登斯等比賽的冠軍，在此之後，TSM被譽為世界上最強的英雄聯盟戰隊之一，並作為北美地區的種子隊晉級了S2全球總決賽，但在淘汰賽中0-2不敵韓國隊伍Azubu Frost止步八強賽。

#### 2013賽季（S3）
| 上路  | 打野      | 中路     | ADC        | 輔助    |
| ----- | --------- | -------- | ---------- | ------- |
| Dyrus | TheOddOne | Reginald | WildTurtle | Xpecial |
| Dyrus | TheOddOne | Reginald | Chaox      | Xpecial |

S3到來之際，北美開始實行聯賽制，TSM作為種子隊伍與DIG（Dignatas）、CLG（Counter Logic Gaming）等隊伍一起自動晉級了北美聯賽（NALCS）；2013年北美LCS春季賽中，TSM迎來了新的ADC選手WildTurtle，TSM也順利獲得了自己的第一個LCS聯賽冠軍。但在當年的夏季賽決賽中，TSM被黑馬C9 3-0 橫掃，只得屈居亞軍；失去了S3北美賽區的種子隊伍名額，在S3全球總決賽的小組賽階段，TSM發揮欠佳，2勝6負被淘汰出局。

#### 2014賽季（S4）
| 上路  | 打野      | 中路     | ADC        | 輔助    |
| ----- | --------- | -------- | ---------- | ------- |
| Dyrus | TheOddOne | Bjergsen | WildTurtle | Xpecial |
| Dyrus | Amazing   | Bjergsen | WildTurtle | Lustboy |
| Dyrus | Amazing   | Reginald | WildTurtle | Gleeb   |

在第一屆大西洋對抗賽中與LD（Lemondogs）的比賽中，TSM首次啟用新中路選手;中路Bjergsen來替代Reginald的位置，結果北美賽區也憑藉總分優勢擊敗了歐洲賽區。
進入S4賽季，TSM依然在聯賽中保持高度的統治力，2014北美LCS春季常規賽中，TSM以22勝6負的戰績高居榜首，然而在季后賽中，TSM再次被C9以3-0擊敗；隨後TSM進行了人員更替：TheOddOne進入替補席並由Amazing頂替，Xpecial也被Gleeb所替代，後來他們又引進了韓國選手Lustboy來擔任輔助。夏季賽，因新戰隊LMQ加入使TSM受重大威脅，至後段時間才有所改善，最後在季后賽中，TSM艱難的以3-2分別擊敗LMQ和老對手C9拿下了他們的第2個聯賽冠軍，並以北美1號种子的身份保送S4全球總決賽。在S4全球總決賽中，TSM以1-3不敵當年的冠軍隊伍SSW收穫八強。

#### 2015賽季（S5）
| 上路  | 打野     | 中路     | ADC        | 輔助    |
| ----- | -------- | -------- | ---------- | ------- |
| Dyrus | Santorin | Bjergsen | WildTurtle | Lustboy |
| Dyrus | Santorin | Bjergsen | WildTurtle | KEITH   |

S5賽季，打野Amazing離隊轉會至OG（Origen），打野Santorin由Team Coast轉會至TSM。TSM先是在IEM9卡托維茲世界總決賽上拿下冠軍，春季賽斬獲了他們的第三個LCS冠軍，但隨即在之後的第一屆MSI（季中邀請賽）上遭遇慘敗，1勝4負小組賽出局；隨後在夏季賽中，但TSM整個夏季賽期間發揮不穩，最終只收穫11勝7敗的成績，排常規賽第五。輔助KEITH加入TSM，季后賽決賽TSM被CLG 0-3橫掃；S5全球總決賽上，TSM以1勝5負的慘淡戰績收場，老將Dyrus也隨後退役。

#### 2016賽季（S6）
| 教練     | 上路     | 打野       | 中路     | ADC        | 輔助       |
| -------- | -------- | ---------- | -------- | ---------- | ---------- |
| Parth    | Hauntzer | Svenskeren | Bjergsen | Doublelift | YellowStar |
| Jarge    | Hauntzer | Svenskeren | Bjergsen | Doublelift | Biofrost   |
| Reginald | Hauntzer | Svenskeren | Bjergsen | Doublelift | Biofrost   |

S6賽季開始之前，TSM迎來了新的上路 Hauntzer，ADC Doublelift和輔助YellowStar；Lustboy轉為分析師，Santorin離隊轉至Huma。
陣容並沒有起到預想的效果，TSM在2016年春季賽上創下常規賽歷史最差成績，在季后賽的休賽間期，TSM簽下了知名運動心理學家韋爾登（Weldon），才讓TSM的狀態得到顯著改善，最後TSM以2-3不敵CLG與他們的第四次聯賽冠軍插肩而過， 春季賽結束後YellowStar選擇離隊，由新輔助Biofrost頂替。
新輔助的加入收到了良好的效果，TSM在夏季賽中勢如破竹，在以17勝1負的戰績結束常規賽之後，TSM以3-0和3-1擊敗老對手C9和CLG，成功捧起了他們的第四座聯賽獎杯並再次以北美第一種子的身份保送S6全球總決賽； 但是TSM依然未能打破其在國際大賽上屢屢發揮失常的魔咒，3勝3負小組賽出局結束了S6賽季。
Red Bull公佈於2016將正式成為TSM 電競領域的合作夥伴，一同為電子競技的發展而努力。

#### 2017賽季（S7）
| 教練  | 上路     | 打野       | 中路     | ADC        | 輔助     |
| ----- | -------- | ---------- | -------- | ---------- | -------- |
| Parth | Hauntzer | Svenskeren | Bjergsen | WildTurtle | Biofrost |
| Parth | Hauntzer | Svenskeren | Bjergsen | Doublelift | Biofrost |

Doublelift在S6賽季結束後宣佈休戰，當時Doublelift表示將在S7夏季賽回歸。但是後來TSM宣布Doublelift租借到TL戰隊，WildTurtle回歸TSM擔任首發ADC。 
2017年首度舉辦的歐美對抗賽（Rift Rivals），TSM以北美地區第一名與C9和P1代表北美出戰，並取得8勝1負的佳績。不少粉絲期待TSM在世界賽的表現。北美LCS夏季總決賽中，很多粉絲也認為IMT戰隊會創造奇蹟，擊敗TSM戰隊。但最終TSM戰隊3-1橫掃了IMT戰隊，創造了北美LCS的新歷史，獲得三連冠的成就。但2017年世界賽，TSM未能打破北美隊伍世界賽小組賽第二周必輸多贏少的魔咒，在加賽中決被Misfit Gaming擊敗出局，以3勝4負慘淡戰績出局。TSM連續三年在世界賽小組賽止步，完全未能發揮在北美LCS賽區的優秀表現之外，連續三屆全球總決賽均止步於小組賽。 

#### 2018賽季（S8）
| 教練    | 上路     | 打野      | 中路     | ADC  | 輔助  |
| ------- | -------- | --------- | -------- | ---- | ----- |
| SSONG   | Hauntzer | MikeYeung | Bjergsen | Zven | Mithy |
| Lustboy | Hauntzer | Grig      | Bjergsen | Zven | Mithy |
| Parth   | Hauntzer | Grig      | Bjergsen | Zven | Mithy |

2018賽季轉會期中，TSM圍繞現有的中上雙核建立了新的陣容，打野Svenskeren、ADC Doublelift與辅助 Biofrost三人分別轉會至C9，TL，CLG，隊伍引進了來自歐洲的知名G2下路組合Zven和Mithy   ，並且還加入了2017年的北美最佳新秀MikeYeung作為打野選手   ，以新陣容征戰2018年的賽事。
2018年的春季賽中，TSM1-3不敵新軍CG止步半決賽，歷史上首次缺席LCS的決賽階段 。休賽期中，TSM將MikeYeung下放至青訓隊，並將原青訓隊打野Grig調至一隊擔任首發位置 。
曾在上季中執教過Immortals進入季后賽決賽的教練SSONG加入了TSM主教練團，Parth回到了經理職位。
春季賽以11勝7負，TSM創下前所未有的和TL（Team Liquid），C9和CG（Clutch Gaming）四隊並列第三名，這需要決勝局系列來確定季后賽種子，其中TSM繼續佔據主導地位，擊敗TL，C9和CG獲得第三種子。
2018年春季賽季后賽中，TSM1-3不敵新軍CG止步半決賽，歷史上首次缺席LCS的決賽階段。休賽期中，打野MikeYeung下放至青訓隊，並將原青訓隊打野Grig調至一隊擔任首發打野  。
夏季賽中TSM狀態有所回升，雖然在半決賽2-3負于C9，但是在季軍賽中，TSM以3-2戰勝100T最後收穫季軍   。
但在S8北美區預選賽決賽中，TSM再次0-3負于C9，隊史上首次缺席全球總決賽   。

#### 2019賽季（S9）
| 教練    | 上路        | 打野     | 中路     | ADC  | 輔助     |
| ------- | ----------- | -------- | -------- | ---- | -------- |
| Zikz    | BrokenBlade | Grig     | Bjergsen | Zven | Smoothie |
| Goldman | BrokenBlade | Akaadian | Bjergsen | Zven | Smoothie |

S9賽季轉會期中，上路Hauntzer與辅助Mithy離隊分別轉會至GG（Golden Guardians），OG（Origen），上路Broken Blade與辅助Smoothie加入；之後打野選手Grig因病缺席2019春季賽，TSM又將青訓隊打野Akaadian調入一隊暫替 。
2019年4月14日，TSM在當季春季賽的決賽中2-3惜敗TL，最終收穫亞軍的成績；夏季季后賽中，TSM1-3負于CG止步季后賽第一輪；在隨後的S9北美區預選賽的最後一輪中，TSM以2-3的比分再次被CG擊敗，連續兩年缺席世界賽。
2019年10月15日， TSM 公佈一項重大消息：Bjergsen 清晰表示確定會與 TSM 續約兩年，全因與 TSM 創辦人有著相同想法與理念，而開頭打包行李的原因也只是搬離舊家而已。
華盛頓郵報與 Bjergsen 進行獨家專訪，得知 Bjergsen 不單單與 TSM 達成兩年續約，他更榮升成為 TSM 的擁有者之一，即是擁有選手與老闆兩個身份。

#### 2020賽季（S10）
| 教練        | 上路        | 打野    | 中路     | ADC        | 輔助     |
| ----------- | ----------- | ------- | -------- | ---------- | -------- |
| Peter Zhang | BrokenBlade | Spica   | Bjergsen | Doublelift | Biofrost |
| Lustboy     | BrokenBlade | Dardoch | Bjergsen | Kobbe      | Treatz   |

2020賽季轉會期，輔助Biofrost離開CLG重回TSM  ，打野Dardoch加入成為首發打野，Kobbe加入擔任ADC。但新陣容後果不佳，春季賽TSM 2-3不敵FLY（Fly Quest）最終只能獲得第4名。
夏季賽TSM提拔後備隊打野Spica擔任首發，Kobbe轉會MSF（Misfit），Doublelift離開TL回歸TSM，和Biofrost成為下路組合 ；最終TSM在2020年LCS夏季賽，TSM季后賽爆冷慘敗0-3於GGS之下掉入敗者組。但TSM完成「一串五的神蹟」，分別3-0橫掃DIG，3-2復仇GGS；再分別以3-1、3-2擊敗世仇C9，TL，與FLY（Fly Quest）會師決賽最後3-2取勝，又一次把聯賽冠軍帶回了TSM，「大師兄」Doublelift也拿到了個人第八座冠軍獎杯；季後賽中多次極其出色的極靈表現拯救TSM的「老院長」Bjergsen亦成為北美賽區奪冠最多中路（6次）。
但2020英雄聯盟全球總決賽中，TSM在小組賽階段一場未勝 ，最終0勝6負被淘汰，TSM並創下種子賽區1號種子有史以來最差成績。

#### 2021賽季（S11）
| 教練     | 上路 | 打野  | 中路       | ADC  | 輔助     |
| -------- | ---- | ----- | ---------- | ---- | -------- |
| Bjergsen | Huni | Spica | PoweOfEvil | Lost | SwordArt |
| Curry    | Huni | Spica | PoweOfEvil | Lost | SwordArt |

S11轉會期中，中路和TSM傳奇Bjergsen宣布退役轉型主教練  ，傳奇ADC Doublelift宣布退役；上路Broken Blade，辅助Treatz，辅助Smoothie分別轉會至S04（Schalke04），SK（SK Gaming），CLG。
Huni、PowerOfEvil、Lost加入TSM，同時TSM與台灣電競選手SwordArt（蛇蛇）簽約，組成了新的陣容。4月11日的LCS季中賽(Mid season Showdown)的半決賽中，TL以3-1擊敗了TSM，TSM最終獲得季軍。

#### 2022賽季（S12）
| 教練  | 上路 | 打野  | 中路    | ADC      | 輔助   |
| ----- | ---- | ----- | ------- | -------- | ------ |
| Chawy | Huni | Spica | Keaiduo | Tactical | Shenyi |
| Curry | Huni | Spica | Keaiduo | Tactical | Yursan |

2023年，TSM決定退出LCS並出售其特許經營權。

## 榮譽

##### 聯賽
- 英雄聯盟冠軍聯賽（LCS）
  - （7）次冠軍：2013年春季，2014年夏季，2015年春季，2016年夏季，2017年春季，2017年夏季，2020年夏季

#### 國際成就
- 英特爾至尊大師第九季–世界總決賽 Intel Extreme Masters Season IX — 冠軍
- 2017年歐美對抗賽 Rift Rivals（NA vs EU）— 冠軍

## 現役成員
《Apex英雄》分部成員
| ID          | 名字          | 國家 | 加入時間   |
| ----------- | ------------- | ---- | ---------- |
| ImperialHal | Phillip Dosen | 美国 | 2019-03-06 |
| Reps        | Jordan Wolfe  | 美国 | 2019-06-26 |
| Verhulst    | Evan Verhulst | 美国 | 2021-12-01 |